# Katzenallergie
Als Katzenallergie bezeichnet man eine Überempfindlichkeit gegen Proteine aus dem Speichel von Katzen, durch die verschiedene allergische Reaktionen ausgelöst werden können. Korrekterweise sollten diese nicht als Katzenhaarallergie, sondern als Allergie gegen Katzenepithelien bezeichnet werden.

## Allergene
Nicht die Katzenhaare selbst sind allergen, sondern bestimmte Proteine, die u. a. den Katzenhaaren anhaften. Diese Katzenallergene stammen hauptsächlich aus dem Speichel und den Hautschuppen der Katze, d. h. auch haarlose Katzen produzieren und verbreiten die Allergene, zudem existieren diese im Urin. Die größten Mengen sind im Gesicht der Katze zu finden. Katzen lecken häufig ihr Fell, um es zu pflegen. Dabei verteilen sich diese Allergene auf der gesamten Körperoberfläche der Katze. Ein Teil der Allergene löst sich wieder vom Fell und der Haut der Katze ab und sie gelangen als Schwebstoffe in die Luft. Diese werden daher vom Menschen beim Einatmen in die Atemwege aufgenommen, in denen sie sich auf die Schleimhäute legen.
Das am häufigsten Beschwerden auslösende Allergen trägt die Bezeichnung Fel d 1. Fel d 1 ist sehr klein, klebrig und leicht (Partikelgröße ca. 1–5 µm), kann sich an Staubpartikeln binden und hat deswegen die Eigenschaft, sehr lange schwebfähig zu bleiben oder an Gegenständen anzuhaften. Es setzt sich in Polstermöbeln, Teppichen, Wänden, Matratzen und Kleidung fest, sodass die Allergene sich nicht nur in Haushalten mit Katzen, sondern in geringer Menge auch an öffentlichen Orten wie Schulen, Büros und Bussen nachweisen lassen. Das Katzenallergen konnte auch an Orten nachgewiesen werden, an denen sich wahrscheinlich noch nie eine Katze aufgehalten hat. Bei einer starken Allergie kann man selbst auf Katzen in einer Nachbarwohnung reagieren, da die Allergene durch Luftbewegung in jede kleinste Ritze – beispielsweise durch geschlossene Türen – gelangen.
In Haushalten kann das Allergen Fel d 1 trotz Entfernen der Katze mehrere Jahre bestehen. Aufgrund der enormen Haltbarkeit des Allergens und der hohen Population an Katzen, die in Häusern gehalten werden, kann davon ausgegangen werden, dass sich die Menge an Allergenen in den Haushalten stetig kumuliert. Selbst nach Renovierung oder gründlichster Reinigung werden immer noch Rückstände zu finden sein. Haushaltsstaubsauger stoßen je nach Modell, selbst mit HEPA-Filter, noch geringe Mengen Feinstaub inkl. Fel-d-1-Partikel aus. Ein 100 % Rückhaltevermögen gibt es bei Staubsaugern nicht, gerade kleine lungengängige Partikel, werden schlecht gefiltert. In einer Studie wurde aufgezeigt, dass gerade bei älteren Teppichen mit Staubsauger in Trocken- oder Nassreinigung nur ein Bruchteil von Fel d 1 entfernt werden konnte. Chlorbleiche soll bei der Reinigung helfen, doch diese ist bei Stoffen oder empfindlichen Oberflächen nicht geeignet. Antibakterielle Mittel helfen dagegen nicht unbedingt, da es sich nicht um Bakterien, sondern Proteine handelt. Mit einem Luftreiniger lässt die Menge der luftgetragenen Allergene zwar deutlich reduzieren, jedoch konnte in einer Studie bei den Probanden keine Besserung festgestellt werden. Bei einer Wärmebehandlung mit 140 °C, waren nach 60 min. immer noch 70 % von Fel d 1 intakt.
Fel d 1 ist das Hauptallergen der Katze, es wird vom Immunsystem von mehr als 90 % aller Katzenallergiker erkannt und bindet auch die meisten gebildeten IgE-Antikörper. Katzen produzieren dieses Protein, dessen Funktion bei Katzen noch unklar ist, in den Talg-, Anal- und Speicheldrüsen. Von dort wird es durch Lecken und Putzen auf das Fell übertragen. Kater produzieren größere Mengen an Fel d 1 als weibliche Katzen. Am höchsten ist die Menge bei geschlechtsreifen, unkastrierten Katern.
Nicht jeder, der unter einer Katzenhaarallergie leidet, reagiert auf unterschiedliche Katzenarten gleich. Dies hängt mit der Produktion von Fel d 1 zusammen, da Katzen abhängig von Alter, Rasse und Geschlecht verschiedene Mengen der Substanz abgeben. Es soll hypoallergene gezüchtete Katzenrassen geben, bei der über eine Abwandlung von Fel d 1 der menschliche Körper weniger reagieren soll. Diese Behauptung konnte jedoch wissenschaftlich nie nachgewiesen werden. Da die Allergene nicht von den Haaren der Katzen gebildet werden, stellen Nacktkatzen keine Ausnahme dar.
Weitere Katzenallergene:
- Fel d 2 (Serumalbumin)
- Fel d 3 (Cystatin)
- Fel d 4 (ein Lipocalin)
- Fel d 5 (Katzen-IgA-Antikörper)
- Fel d 6 (Katzen-IgM-Antikörper)
- Fel d 7 (Katzen-IgG-Antikörper)
- Fel d 8 (Latherin-ähnliches Protein)

Die weiteren Allergene lösen bei ca. 50 % der Katzenallergiker eine Allergiebereitschaft aus. Fel d 4 scheint das zweitwichtigste Allergen nach Fel d 1 zu sein, welches auch bei anderen Säugetieren vorkommt. Dort gibt es Kreuzreaktionen zu Hunden und Pferden. Fel d 2 kommt bei sämtlichen anderen Säugetieren vor und spielt normalerweise eine sehr geringe Rolle. Bei Fel d 2 kann es zu Kreuzreaktionen mit z. B. Schweinefleisch kommen.

## Symptome
- Augenrötung
- Nach Einatmen der allergenen Schwebstoffe: allergischer Schnupfen mit Niesen, Asthma bis hin zu schwerem Asthma, das lebensbedrohlich werden kann.[17]
- Bei Hautkontakt, insbesondere an offenen Stellen, z. B. an von der Katze verursachten Kratzwunden: Anschwellen, Juckreiz, auch Nesselsucht mit Quaddelbildung.[18]

Die Reaktion kann sowohl sofort passieren, als auch erst einige Stunden später. Die Symptome können wenige Minuten oder mehrere Stunden nach der Exposition anhalten.
Es wird vermutet, dass eine äußerst geringe Menge von 8 µg/g im Hausstaub bereits bei stark sensibilisierten Menschen ausreicht, um eine allergische Reaktion hervorzurufen. Diese Menge wurde in einer Studie in über 40 % der untersuchten Klassenzimmer vorgefunden. Dies erklärt u. a. warum es so viele Katzenallergiker gibt, welche niemals eine Katze besessen haben.
Falls die Allergie gegen besagte Proteine aus den Katzenepithelien ignoriert wird, besteht die Gefahr eines allergischen Asthmas. Dies macht sich durch Atemprobleme bemerkbar, bis zum Asthmaanfall, der im schlimmsten Fall tödlich enden kann. Man geht davon aus, dass es bei jedem dritten unbehandelten Allergiker zu einem sogenannten „Etagenwechsel“ kommt, bei dem auf den allergischen Schnupfen im Laufe der Zeit eine Überempfindlichkeit der Bronchialschleimhaut folgt, die in ein allergisches Asthma einmünden kann. Katzenallergene sind aufgrund ihrer geringen Größe gefährlicher als z. B. Pollen, da sie noch leichter in die unteren Atemwege gelangen. Außerdem kann es bei sehr ausgeprägter Allergie durch den Allergenkontakt im Organismus zu einer lebensbedrohlichen systemischen Reaktion kommen, zum anaphylaktischen Schock.

## Therapie
Wie bei jeder Allergie wird der behandelnde Arzt auch bei der Katzenallergie zuerst dazu raten, den Kontakt zum Allergen möglichst zu vermeiden (Allergenkarenz). Hinweisend auf eine Katzenallergie (bzw. Tierallergie) im Allgemeinen ist eine Besserung der Symptomatik im Urlaub, sprich wenn die Allergenexposition wegfällt. Das Hauptallergen Fel d 1 ist allerdings in geringen Mengen überall zu finden, so dass die vollständige Vermeidung des Kontakts zu den Allergenen praktisch kaum möglich ist. Die Beschwerden des Allergikers können daher – bei entsprechend starker Ausprägung der Allergie – auch an Orten auftreten, an denen keine Katze ist und wo auch noch nie eine gelebt hat.
Vor einer Hyposensibilisierung wird in der Regel ein Prick- oder Bluttest (IgE) durchgeführt, welcher jedoch nicht alleine für eine Bestimmung der Katzenallergie ausschlaggebend ist. Es gibt viele Personen, die zwar auf Fel d 1 sensibilisiert sind, aber keine Reaktionen zeigen. Umgekehrt gibt es starke Katzenallergiker, deren Tests relativ unauffällig sind.
Die derzeit einzige kausal wirkende Therapie der Katzenhaarallergie ist die Hyposensibilisierung (spezifische Immuntherapie, SIT, „Allergiespritzen“), bei der man versucht, den Körper langsam an immer höhere standardisierte Konzentrationen des Allergens zu gewöhnen. Die Benutzung von Inhalatoren oder Nasensprays ist dagegen nicht als Dauertherapie für Katzenhalter mit einer Katzenallergie geeignet, da nur die Symptome behandelt werden. Die Kosten der Hyposensibilisierung werden von einigen Krankenkassen übernommen. Viele Ärzte lehnen eine Hyposensibilisierung aufgrund der unzureichenden Datenlage und erhöhten Nebenwirkungen ab. Andere Allergiker haben Schwierigkeiten einen Arzt zu finden, der eine SIT durchführt, wenn sich der Allergiker nicht von seiner Katze trennen will. Doch es gibt auch Allergologen, die eine Hyposensibilisierung aufgrund pragmatischer Überlegungen selbst dann für möglich und wirksam ansehen, wenn die Katze weiter im Haushalt des Allergikers lebt. Da eine Hyposensibilisierung eine langfristige Therapie darstellt (Dauer etwa zwei bis drei Jahre) und prinzipiell zu Zeiten geringerer Allergenbelastung durchgeführt werden sollte, ist ein Therapieerfolg – zumindest bei Katzenbesitzern – fraglich.
Von der Pharmaindustrie werden auch Impfstoffe für Katzen entwickelt, welche Antikörper bilden und so das Fel-d-1-Allergen im Tier neutralisieren sollen. Diese zeigen in Studien vielversprechende Ergebnisse. Entsprechende kommerzielle Angebote sind jedoch in Deutschland nicht zugelassen, weil der gesundheitliche Nutzen für das Tier bisher nicht nachgewiesen werden konnte. Dieser Nutzen für das Tier (und nicht für den Halter) ist jedoch für die Zulassung ausschlaggebend.
Laut einer von einem Futterhersteller finanzierten und durchgeführten Studie mit Eiern angereichertem Spezialfutter, das anti-Fel d 1 IgY-Antikörper enthielt, konnte die Belastung des Katzenfells mit aktiven Allergenen reduziert werden. Dies führte laut einer klinischen Proof-of-Concept-Studie zu einer signifikanten Reduktion der Nasensymptome und des okulären Juckreizes. Einzelne Futterhersteller bieten das spezielle Trockenfutter an.